# Radoslav Romanik
Radosław Romanik, nacido el 16 de enero de 1967 en Kamienna Góra, es un ciclista polaco.

## Biografía
Cuádruple vencedor del Baltyk-Karkonosze Tour entre 1993 y 1996, Radosław Romanik debutó su carrera como profesional en 2000 con el equipo MAT-Ceresit-CCC, que se convertiría en el CCC Polsat Polkowice. En 2001, se proclamó campeón de Polonia en ruta y después ganó la Carrera de la Solidaridad y de los Campeones Olímpicos al año siguiente. En 2003, participó en el Giro de Italia como gregario de Pavel Tonkov. Terminó ese Giro en 33.ª posición. Desde 2005, Radosław Romanik forma parte del equipo DHL-Author. Ganó nuevo en el Baltyk-Karkonosze Tour (2005 y 2008), así como la Vuelta a Eslovaquia.

## Palmarés
| 1996 - Baltyk-Karkonosze Tour 2000 - 1 etapa del Baltyk-Karkonosze Tour 2001 - Campeonato de Polonia de Ciclismo en Ruta - 1 etapa del Baltyk-Karkonosze Tour 2002 - Carrera de la Solidaridad y de los Campeones Olímpicos - Szlakiem Walk Majora Hubala 2003 - 1 etapa del Tour de Malopolska | 2004 - 1 etapa del Tour de Beauce 2005 - Baltyk-Karkonosze Tour, más 1 etapa - 1 etapa del Tour de Malopolska - Puchar Uzdrowisk Karpackich 2006 - Vuelta a Eslovaquia, más 1 etapa 2007 - 1 etapa del Baltyk-Karkonosze Tour 2008 - Baltyk-Karkonosze Tour |

## Resultados en el Giro de Italia
- 2003 : 33º